# Cody Allen
Pour les articles homonymes, voir Allen.
Cody Edward Allen (né le 20 novembre 1988 à Orlando, Floride, États-Unis) est un lanceur de relève droitier des Ligues majeures de baseball jouant avec les Indians de Cleveland.

## Carrière
Cody Allen est repêché deux fois en deux ans par les Indians de Cleveland. D'abord en 2010, alors qu'il évolue dans un collège de St. Petersburg en Floride et est choisi au 16e tour de sélection par cette franchise. Il est mis sous contrat par les Indians en 2011 après avoir été sélectionné au 23e tour, au moment où il joue à l'Université High Point de High Point en Caroline du Nord. Allen gravit rapidement les échelons en ligues mineures : en un an, il passe des niveaux les plus bas jusqu'au Triple-A à Columbus.
Le lanceur de relève droitier fait ses débuts dans le baseball majeur avec Cleveland le 20 juillet 2012 dans un match face aux Orioles de Baltimore.

### Saison 2014
Stoppeur des Indians en 2014, Allen protège 24 victoires et maintient la meilleure moyenne de points mérités (2,07 en 69 manches et deux tiers lancées) de tous les lanceurs de son équipe. Il réussit 91 retraits sur des prises, soit en moyenne 11,8 par 9 manches lancées.

### Saison 2015
En 2015, il réalise 34 sauvetages et sa moyenne de points mérités se chiffre à 2,99 en 69 manches et un tiers lancées. Il atteint un nouveau record personnel avec 99 retraits sur des prises et élève sa moyenne à 12,9 retraits sur des prises par 9 manches lancées.

### Saison 2016
En 2016, Allen abaisse sa moyenne de points mérités à 2,51 en 68 manches lancées, avec 87 retraits sur des prises et 32 nouveaux sauvetages. Il fait partie du dominant personnel de releveurs qui amène les Indians au titre de la Ligue américaine,, et réussit 7 sauvetages durant les séries éliminatoires. En 10 apparitions en matchs d'après-saison, il n'accorde aucun point en 13 manches et deux tiers lancées et réussit 24 retraits sur des prises. Durant la Série mondiale 2016, perdue par Cleveland aux mains des Cubs de Chicago, Allen joue dans 4 matchs, réussit 12 retraits sur des prises en 6 manches lancées, et protège l'un des trois succès des Indians.

### Saison 2017
Avec 6 sauvetages, 20 retraits sur des prises, un seul but sur balles et un seul point accordé, Cody Allen est nommé releveur du mois d'avril 2017 dans la Ligue américaine, devenant le premier récipiendaire de ce nouveau prix mensuel.